# هدنة الله
أو  هدنة الرب
هدنة الله هي حركة أوروبية للكنيسة الكاثوليكية في القرون الوسطى التي تطبق الجزاءات الروحية من أجل الحد من العنف والحرب الخاصة في المجتمع الإقطاعي. الحركة شكلت أول محاولة منظمة للسيطرة على المجتمع المدني في أوروبا في العصور الوسطى عن طريق وسائل غير عنيفة. بدأت مع أحكام محدودة للغاية في 989 ميلادي.

## النشأة
هدنة الله واحدة من الطرق التي حاولت الكنيسة تنصير وتهدئة الأوضاع في الهياكل الإقطاعية في المجتمع من خلال وسائل غير عنيفة. بعد انهيار الإمبراطورية الكارولنجية في القرن التاسع، وتحول فرنسا إلى مقاطعات صغيرة كثيرة، ومقاعد في مجلس اللوردات، وكثيرا ما نقاتل الفرسان بعضهم مع البعض من أجل السيطرة. في الوقت نفسه، كانت هناك كثيرا من هجمات الفايكنج، الذين استقروا في شمال فرنسا مثل النورمان لكنهم استمرو في الإغارة على مزيد من المناطق الداخلية.